# محافظة الفروانية
محافظة الفَرْوانية هي محافظة كويتية تقع جنوب مدينة الكويت تبلغ مساحتها 190 كم مربع، ويبلغ عدد سكانها 1,174,088 نسمة منهم 232,820 كويتي و941,268 من غير الكويتيين. وترجع تسميتها إلى سرور بن فروان أحد أتباع حاكم الكويت الشيخ أحمد الجابر الصباح. هي إحدى المحافظات الست في دولة الكويت، وتقع في الجزء الأوسط الجنوبي من البلاد، وتعد من أكثر المحافظات كثافة سكانية وأهمية نظرًا لتنوع أحيائها وكثافة سكانها ونشاطها الاقتصادي والاجتماعي. تأسست المحافظة رسمياً ضمن التقسيم الإداري لدولة الكويت عقب تقسيم البلاد إلى محافظات في أواخر القرن العشرين، وشهدت تطورًا عمرانيًا واقتصاديًا ملحوظًا.

## الموقع الجغرافي
تقع محافظة الفروانية في الجزء الجنوبي من منطقة العاصمة، وتحدها محافظة العاصمة شمالاً، ومحافظة الأحمدي جنوبًا، ومحافظة الجهراء غربًا. وتمتد على شكل شبه مستطيل طولي، حيث تضم عددًا كبيرًا من الأحياء والمناطق السكنية التي تتميز بموقع استراتيجي يربطها بباقي محافظات الكويت.
تتمتع المحافظة بموقع جغرافي متميز يجعلها مركزًا مهمًا للنقل والتجارة، إذ يمر بها عدد من الطرق السريعة والمحاور الرئيسية التي تربط شرق الكويت بغربها وشمالها بجنوبها.

## المناطق
| - أبرق خيطان - الأندلس - اشبيلية - جليب الشيوخ - خيطان - العمرية - العارضية - العارضية الصناعية - الفردوس - غرب عبد الله المبارك | - الفروانية - الشدادية - الرابية - الرحاب - الرقعي - الري الصناعية - ضاحية صباح الناصر - ضاحية عبد الله المبارك - الضجيج |

العاصمة : الفروانية ويقع مبنى المحافظة بمنطقة الفروانية أمام مطافي الفروانية

## الاقتصاد والتنمية
يعتبر النشاط التجاري والخدمي من الأعمدة الأساسية في اقتصاد المحافظة. تضم الفروانية عددًا من الأسواق الكبرى والمراكز التجارية التي تلعب دورًا حيويًا في تلبية احتياجات السكان من السلع والخدمات. كما توجد في المحافظة مناطق صناعية خفيفة تدعم الاقتصاد المحلي وتوفر فرص عمل.
شهدت المحافظة خلال السنوات الأخيرة تطورات عمرانية ملحوظة، مع زيادة الاستثمار في مشاريع الإسكان والمرافق العامة، بالإضافة إلى تطوير البنية التحتية كالطرق وشبكات المياه والكهرباء والصرف الصحي.
تساهم المحافظة كذلك في الحركة الاقتصادية للدولة عبر موقعها الاستراتيجي الذي يربط عدة محافظات، ويجعلها مركز عبور هام لحركة البضائع والركاب.

## الخدمات والمرافق
توفر محافظة الفروانية خدمات حكومية ومرافق عامة متنوعة تلبي احتياجات السكان، ومن أهمها:
- المدارس: تضم المحافظة عددًا كبيرًا من المدارس الحكومية والخاصة، التي تقدم التعليم بجميع مراحله.
- المستشفيات والمراكز الصحية: يوجد في المحافظة عدة مستشفيات ومراكز صحية تقدم خدمات طبية متقدمة.
- المراكز الثقافية والرياضية: تنتشر مراكز الأنشطة الرياضية والثقافية التي تعزز من تفاعل السكان وتنمية مهارات الشباب.
- مراكز الشرطة والإطفاء: لضمان الأمن والسلامة في المحافظة.
- الحدائق والمتنزهات: توفر مساحات خضراء وأماكن للترفيه والاستجمام.

تسعى الجهات الحكومية باستمرار إلى تحسين جودة هذه الخدمات وتوسيعها بما يتناسب مع تزايد السكان.

## النقل والطرق
تتمتع محافظة الفروانية بشبكة طرق متطورة تشمل طرقاً رئيسية مثل طريق الخليج وطريق الدائري السادس، مما يسهل التنقل داخل المحافظة وبين المحافظات الأخرى. كما توجد خدمات نقل عام تشمل الحافلات التي تربط الأحياء المختلفة بباقي مناطق الكويت.
يتم تطوير مشاريع النقل والبنية التحتية لتقليل الازدحام المروري وتحسين حركة التنقل داخل المحافظة.

## التاريخ
نشأت محافظة الفروانية رسمياً كجزء من التقسيم الإداري لدولة الكويت في أواخر القرن العشرين، حيث كانت سابقًا مناطق زراعية وقرى صغيرة. مع النمو السكاني والتوسع العمراني تحولت إلى محافظة مكتظة بالسكان تضم مناطق سكنية وتجارية متعددة.
شهدت المحافظة مراحل متعددة من التنمية، حيث ازدهرت فيها الصناعة والخدمات، كما أصبحت مركزًا هامًا للعديد من الفعاليات الاجتماعية والثقافية.

## الحياة الثقافية والاجتماعية
تتميز المحافظة بتنوع سكانها من جنسيات مختلفة، مما ساهم في إثراء النسيج الاجتماعي والثقافي. تقام فيها فعاليات ثقافية وترفيهية متعددة تعكس التراث الكويتي والعربي، بالإضافة إلى مناسبات دينية واجتماعية متنوعة.
تنتشر في المحافظة الجمعيات الخيرية ومراكز الشباب التي تعمل على تعزيز التفاعل الاجتماعي وتنمية مهارات الشباب.

### المعالم
من أشهر معالمها : مطار الكويت الدولي، حديقة الحيوان، الأفنيوز مول، استاد جابر الأحمد الدولي.
وتضم محافظة الفروانية مبنى جامعة الكويت في منطقة الشداديه، وقد وضع حجر الأساس الشيخ صباح الأحمد الجابر الصباح، وأيضاً تتواجد بعض مباني كليات ومعاهد الهيئة العامة للتعليم التطبيقي والتدريب في منطقة العارضية الصناعية، كما تضم محافظة الفروانية ثلاثة أندية رياضية وهي: نادي النصر الرياضي، ونادي التضامن الرياضي، ونادي خيطان الرياضي.

## التخطيط المستقبلي
تعمل الحكومة الكويتية على خطط تطويرية مستمرة لمحافظة الفروانية ضمن رؤية الكويت 2035، تشمل تحسين البنية التحتية، توسيع الخدمات الصحية والتعليمية، وتطوير المرافق العامة. تهدف هذه الخطط إلى رفع مستوى جودة الحياة وتحقيق التنمية المستدامة.